# Louis Joseph Vichery
Louis Joseph Vichery est un général français de la Révolution et de l’Empire, né le 23 septembre 1767 à Frévent dans le Pas-de-Calais et mort le 22 février 1841 à Paris.

## Biographie
Il s'engage le 5 mai 1781 dans l'armée française, au corps de Montréal, il devient sergent en 1786, et il est libéré le 1er janvier 1787. Il passe en janvier 1790 au service des Pays-Bas autrichiens en rébellion, comme sergent fourrier, puis intègre l'année suivante la Garde nationale de Paris. Sergent au 1er bataillon belge en juin 1792, il sert à l'armée du Nord de 1792 à 1796. Il est nommé sergent-major le 1er juillet 1792, sous-lieutenant le 10 novembre 1792, adjudant-major le 1er mars 1793 et aide de camp du général Dumonceau le 16 octobre 1793.
Le 13 février 1794 il est adjoint au 5e bataillon de tirailleurs par incorporation des corps belges. Le 19 avril 1794 il devient adjoint à l'état-major de la division Souham, et le 6 juin 1796 il passe au service de la Hollande. Il reçoit son brevet de lieutenant-colonel en juillet 1797. Embarqué dans la rade de Texel en 1797, il passe à l'armée de Batavie en 1799, puis à l'armée Gallo-Batave en 1800-1801. Il est nommé colonel adjudant-général le 9 décembre 1803, sert en Autriche comme chef d'état-major de la 3e division du 2e corps de la Grande Armée en 1805-1806. Brigadier des armées hollandaises le 24 septembre 1806, il devient aide de camp du roi de Hollande le 20 mars 1807. Il est promu général-major le 6 avril 1807, et il sert à l'armée de Brabant en 1809, puis à la division Molitor en juillet 1810.
Le 20 septembre 1810 il prend le commandement d'une brigade d'infanterie au 9e corps de l'armée d'Espagne, et il est admis au service de la France le 11 novembre 1810, avec le grade de Général de brigade. Le 5 mai 1811, il se trouve à la bataille de Fuentes de Oñoro, et le 13 juin suivant, il commande la 1re brigade de la 2e division du 5e corps en Andalousie. En janvier 1812 il passe à la 2e brigade du 4e corps, puis le 7 février à la 2e brigade de l'armée du Midi en Andalousie, il est vainqueur des guérillas à Alcaucín le 4 juin et il est blessé au combat de Sigüenza le 3 février 1813.
Envoyé en Allemagne avec le grade de général de division le 30 mai 1813, il commande la 50e division d'infanterie du XIIIe corps sous les ordres du maréchal Davout et participe au siège de Hambourg. Le 8 septembre 1814 il est nommé commandant supérieur à Dunkerque, et il est fait commandeur de la Légion d'honneur le 28 septembre 1814. Le 31 mars 1815 il commande la 2e division du 4e corps sous le général Gérard et combat à la bataille de Ligny le 16 juin 1815, ainsi qu'Wavre le 18 juin, puis sous Vandamme devant Paris fin juin 1815. Au cours du combat d'Issy, localité qu'il a reçu l'ordre de reprendre le 3 juillet 1815, il est blessé en avant de Vaugirard. Mis en non activité le 28 juillet, il est admis à la retraite le 4 septembre 1815.
Autorisé à rester à Paris le 27 novembre 1815, il est créé baron le 4 mai 1817. Le 13 août 1830 il devient membre de la commission des anciens officiers, il passe dans le cadre d'activité le 7 février 1831, il est mis en disponibilité le 30 avril 1831, et il est nommé inspecteur général d'infanterie pour 1831 dans mes 4e et 12e divisions militaires le 13 mai 1831. Disponible le 1er juillet 1831, il est nommé inspecteur d'infanterie pour 1832, dans la 13e division militaire le 5 juillet 1832. Disponible le 14 novembre 1832, il est admis à faire valoir ses droits à retraite le 1er janvier 1833.
Il meurt le 22 février 1841 à Paris. Il est inhumé au cimetière Montmartre, 24e division, avenue du Tunnel.

## Distinctions

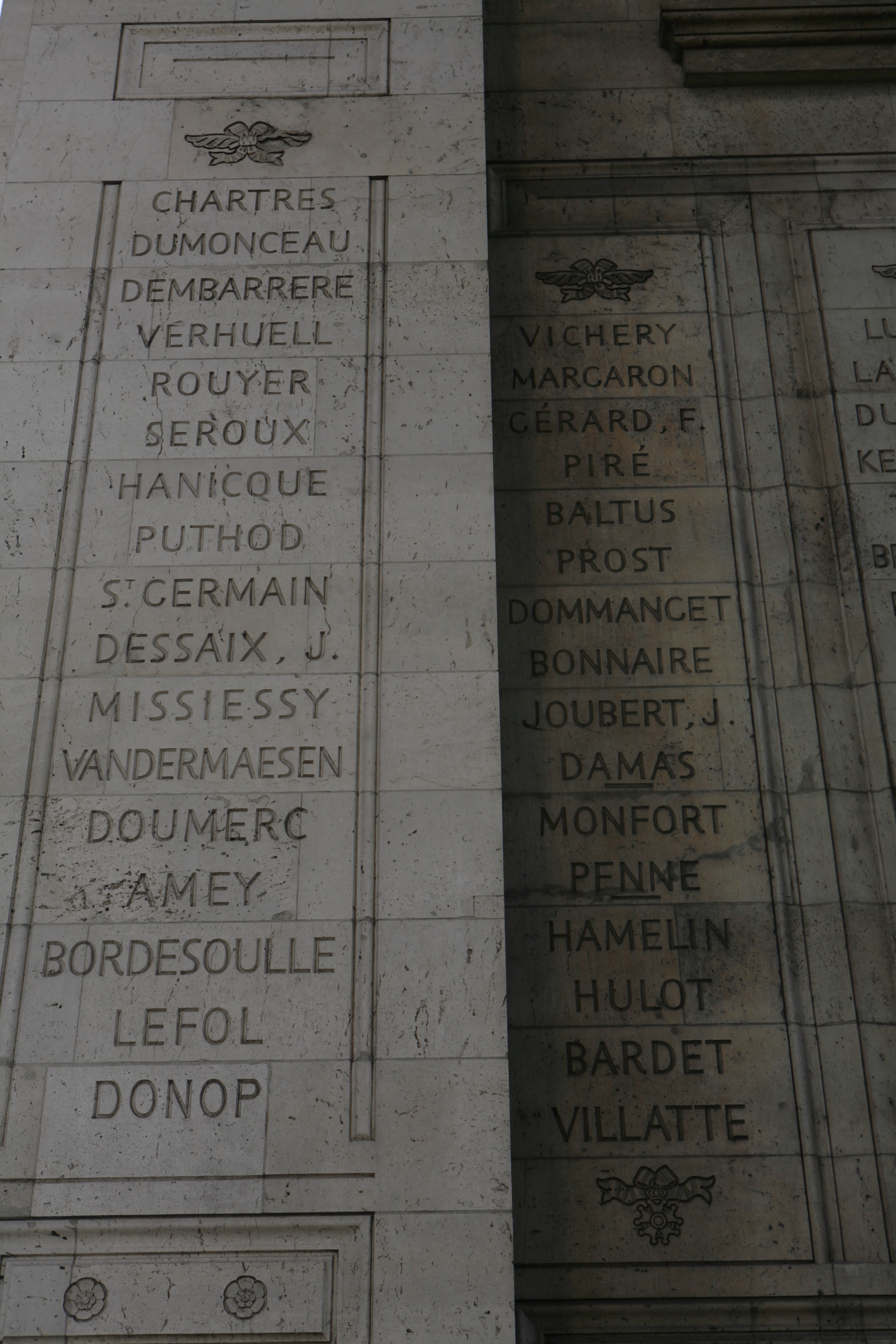
Noms gravés sous l'arc de triomphe de l'Étoile : pilier Ouest, 1re et 2e colonnes.

- Il fait partie des 660 personnalités à avoir son nom gravé sous l'arc de triomphe de l'Étoile. Il apparaît sur la 2e colonne (l’Arc indique VICHERY).
- Il est fait chevalier de la Légion d'honneur le 27 juin 1811, officier le 30 mars 1813 puis commandeur par Louis XVIII le 28 septembre 1814[8].

## Vie privée
Il est fils de Charles Vichery et d'Henriette Caron. Il est l’époux en 2e noce de Marie-Josèphe-Mélanie Lardé, mariage le 1er février 1815 à Dunkerque (acte no 28, vue 204/1240 du registre 1813-1823).
En 1re noce, il épouse Jeanne-Caroline Labricq d’Aigremont le 29 novembre 1802 à Bruges, fille d’Antoine-Dominique Labriq d’Aigremont et de Jeanne Desorbait (Desorbagh).
Il a deux fils qui sont militaires :
- Jules-Théodore Vichery, (1819-1891), lequel est en 1841 officier à l’École d’application de Metz, capitaine d'artillerie. Il meurt en 1891.
- Louis-Gustave-Alphonse Vichery, (1820-1890), élève à Saint-Cyr de 1839-1841. Il meurt le 23 janvier 1890 à Paris 8e, acte no 243, colonel en retraite, époux de Rose Bertrand.

## Sources
- Georges Six, Dictionnaire biographique des généraux & amiraux français de la Révolution et de l'Empire (1792-1814), Paris : Librairie G. Saffroy, 1934, 2 vol., p. 548